# Nava de Arévalo
Nava de Arévalo è un comune spagnolo di 975 abitanti situato nella comunità autonoma di Castiglia e León.